# Morti nel 684
| Questa pagina contiene informazioni ricavate automaticamente dalle voci biografiche con l'ausilio del template Bio e di un bot. L'aggiornamento è periodico e automatico e ricostruisce completamente la pagina. Se manca una persona in questa lista, sei pregato di non aggiungerla, ma accertati piuttosto che la sua voce biografica contenga il template Bio e che i dati anagrafici siano correttamente compilati. Se il template Bio manca, inseriscilo tu stesso o, in alternativa, metti l'avviso {{tmp\|Bio}} che ne segnala la mancanza. Se i dati riportati sono sbagliati, correggi direttamente la voce biografica; le modifiche saranno visibili in questa lista entro pochi giorni. Per chiarimenti vedi il progetto biografie. La lista contiene solo le 6 persone che sono citate nell'enciclopedia e per le quali è stato implementato correttamente il template Bio. Pagina aggiornata al 10 ago 2025. |

- 18 agosto - Al-Dahhak ibn Qays al-Fihri, funzionario e generale arabo
- 24 agosto - Audoeno di Rouen, vescovo e santo franco (n. 609)
- Aldegonda di Maubeuge, religiosa franca
- Conan di Man, vescovo irlandese
- Muslim ibn 'Uqba, militare arabo
- Mu'awiya ibn Yazid, califfo (n. 661)